# Le malin plaisir
Placer maligno (Le malin plaisir) es una película francesa de 1975, dirigida por Bernard Toublanc Michel y protagonizada por Jacques Weber, en el papel de Marc, y por Claude Jade, en el papel de Julie.

## Argumento
Cinco mujeres criminales enfrentadas a un cerebro diabólico; Philippe Malaiseau, escritor francés habitante de Fontbonne, una lujosa villa en las cercanías de un pueblecito del Mediodía francés, resulta muerto, al paracer, en un accidente de automóvil. Compartían con él la residencia cinco mujeres, todas ellas relacionadas, de una forma u otra, con el escritor. Para terminar la mencionada obra biográfica sobre "Carlos el Temerario", que se halla en curso de realización envía a Marc Lancelot, pero que ya había tenido relaciones literarias anteriormente con este.
- Datos: Q746332